# 鹿児島市立中名小学校
鹿児島市立中名小学校（かごしましりつ なかみょうしょうがっこう 英語: Nakamyo Elementary School）は、鹿児島県鹿児島市喜入中名町にある公立小学校。

## 沿革
- 1876年（明治9年） - 創立
- 1892年（明治25年） - 中名尋常小学校に改称
- 1915年（大正4年） - 実業補習学校併設
- 1923年（大正12年） - 高等科併設。中名尋常高等小学校と改称
- 1941年（昭和16年） - 国民学校令により中名国民学校と改称
- 1947年（昭和22年） - 喜入村立中名小学校と改称
- 1956年（昭和31年） - 喜入町立中名小学校と改称
- 2004年（平成16年） - 鹿児島市立中名小学校と改称

## 校区
- 喜入中名町の全域